# Enlil-nadin-shumi
Enlil-nadin-shumi fue rey de Babilonia y el País del Mar ca. 1224 a. C.. Su nombre significa “Enlil es el dador de un nombre”. Sucesor de  Kashtiliash IV, está registrado como el gobernante vigésimo noveno de la dinastía casita. Su reinado fue fugaz, tan sólo de un año o seis meses, según las fuentes antes de ser derrocado por una invasión elamita.
Subió al trono siete años después de la conquista de Babilonia por Tukultininurta I de Asiria. Las regiones más al sur (Tilmun o Dilmun, hipótesis en Catar o Baréin) y la costa de Al-Hasa fueron saqueados por los asirios y las zonas del norte (Khana con Mari y Terqa y Arrapkha) quedaron bajo dominio asirio. Arrapkha había pasado un tiempo antes (hacia la mitad del siglo XIII a. C.) bajo dependencia de Babilonia pero los asirios la consideraban dentro de su zona de influencia. El país de los akhlamu también fue dominado por los asirios durante su dominación de Babilonia.
A los siete años de la conquista de Babilonia, Tukultininurta abandonó el país y dejó un rey vasallo, Enlil-nadin-shumi, que era un príncipe casita. Por razones dinásticas poco claras, ya que se desconoce la legitimidad dinástica de Enlil-nadin-shumi, la dinastía elamita se consideraba también con derecho al trono de Babilonia, y aunque al principio las relaciones con Elam fueron buenas, fueron empeorando. El último rey elamita de la dinastía Igehalkid, Kiddin-Khutran III, dirigió finalmente una expedición contra Enlil-nadin-shumi, y le depuso, colocando en su lugar a Kadashman-Harbe II.